# Yamaguchi Mami
Yamaguchi Mami (山口 麻美, sinh ngày 13 tháng 8 năm 1986) là một cựu cầu thủ bóng đá nữ người Nhật Bản.

## Đội tuyển bóng đá nữ quốc gia Nhật Bản
Yamaguchi Mami thi đấu cho đội tuyển bóng đá nữ quốc gia Nhật Bản từ năm 2007 đến 2011.

## Thống kê sự nghiệp
| Nhật Bản  | Nhật Bản | Nhật Bản |
| Năm       | Trận     | Bàn      |
| --------- | -------- | -------- |
| 2007      | 1        | 0        |
| 2008      | 0        | 0        |
| 2009      | 1        | 1        |
| 2010      | 14       | 5        |
| 2011      | 2        | 2        |
| Tổng cộng | 18       | 8        |